# Матрангола (Козенца)
Матрангола је насеље у Италији у округу Козенца, региону Калабрија.
Према процени из 2011. у насељу је живело 19 становника. Насеље се налази на надморској висини од 72 м.